# Conall mac Áedáin
Conall mac Áedáin roi des Scots de Dál Riata de 807 à 811.

## Biographie
L'origine de Conall mac Áedáin est inconnue mais son nom et son lien avec le Kintyre semble le rattacher étroitement au Cenél Gabráin. Selon les Synchronismes de Flann Mainistreach il serait l' « autre Conall, frère » (demi-frère, beau-frère ?) de son prédécesseur Conall Caemh mac Teidg  
Les Annales d'Ulster nous informent qu'en 807 il tue au Kintyre, Conall mac Teigd, l'ancien roi des Pictes devenu roi de Dalriada depuis 2 ans selon le Duan Albanach. Cette dernière source nous précise qu'il règne 4 ans avant d'être remplacé par « Constantin le Beau » pour 9 ans. La durée du règne de ce dernier déjà roi des Pictes est compatible avec la mention de sa mort en 820.
Nous n'avons pas d'information sur la fin de Conall mac Áedáin.